# Bouda pallipars
Bouda pallipars là một loài bướm đêm trong họ Noctuidae.